# Artoriopsis
Artoriopsis là một chi nhện trong họ Lycosidae.